# 랭글리 커크우드
랭글리 커크우드(영어: Langley Kirkwood, 1973년 4월 14일 ~ )는 잉글랜드의 배우, 트라이애슬론 선수이다. 남아프리카 공화국에서 트라이애슬론을 연습했다.

## 출연 작품
- 화이트 라이언 찰리 (2018)
- 타이거 하우스 (2015)
- 실 팀 8: 비하인드 에너미 라인스 (2014)
- 웨스턴 리벤지 (2014)
- 선 오브 갓 (2014)
- 데스 레이스: 인페르노 (2012)
- 저지 드레드 (2012)
- 엔드게임 (2009)
- 우리가 꿈꾸는 기적: 인빅터스 (2009)
- 제너레이션 킬 (2008)
- 소년 탐정단 - 해골 섬의 비밀을 찾아서 (2007)
- 정의의 용병 (2006)
- 더 트라이앵글 (2005)
- 찰리 제이드 (2005)
- 데드 이지 (2004)
- 블래스트 (2004)
- 드라큐라 3000 (2004)
- 솔로몬 왕의 보물 (2004)
- 찰리 (2004)
- 인 마이 컨트리 (2004)
- 레드 워터 (2003)
- 시티즌 버딕 (2003)